# Öratjärnen (Sättna socken, Medelpad)
Öratjärnen är en sjö i Sundsvalls kommun i Medelpad och ingår i Selångersåns huvudavrinningsområde.